# Nuoto ai XIX Giochi asiatici - 50 metri farfalla maschili
La gara dei 50 metri farfalla maschili di nuoto ai XIX Giochi asiatici si è svolta il 28 settembre 2023, durante i XIX Giochi asiatici, presso l'Hangzhou Olympic Sports Expo Center.

## Podio
| Pos.    | Atleta         | Nazione       |
| ------- | -------------- | ------------- |
| Oro     | Baek In-chul   | Corea del Sud |
| Argento | Teong Tzen Wei | Singapore     |
| Bronzo  | Adilbek Mussin | Kazakistan    |

## Record
Prima della manifestazione il record del mondo (RM), il record asiatico (AS) e il record dei giochi (RC) erano i seguenti.
|  | 22"27 | Andrij Hovorov   | 1º luglio 2018 Roma       |
|  | 22"93 | Joseph Schooling | 23 giugno 2018 Budapest   |
|  | 23"46 | Shi Yang         | 25 settembre 2014 Incheon |

Durante la competizione è stato migliorato il seguente record:
|  | 23"29 | Baek In-chul |

## Programma
| Data              | Ora (UTC+8) | Turno    |
| ----------------- | ----------- | -------- |
| 28 settembre 2024 | 10:10       | Batterie |
| 28 settembre 2024 | 19:42       | Finale   |

## Risultati

### Batterie
| Pos. | Batteria | Corsia | Atleta                  | Nazionalità       | Tempo | Note |
| ---- | -------- | ------ | ----------------------- | ----------------- | ----- | ---- |
| 1    | 5        | 6      | Baek In-chul            | Corea del Sud     | 23"29 | Q    |
| 2    | 5        | 4      | Teong Tzen Wei          | Singapore         | 23"47 | Q    |
| 3    | 5        | 5      | Wang Changhao           | Cina              | 23"54 | Q    |
| 3    | 5        | 3      | Eldorbek Usmonov        | Uzbekistan        | 23"54 | Q    |
| 5    | 4        | 3      | Adilbek Mussin          | Kazakistan        | 23"65 | Q    |
| 6    | 3        | 3      | Mikkel Lee              | Singapore         | 23"73 | Q    |
| 7    | 3        | 4      | Takeshi Kawamoto        | Giappone          | 23"94 | Q    |
| 8    | 3        | 5      | Chen Juner              | Cina              | 23"98 | Q    |
| 9    | 4        | 5      | Naoki Mizunuma          | Giappone          | 24"01 |      |
| 10   | 4        | 4      | Waleed Abdulrazzaq      | Template:FKUW     | 24"04 |      |
| 11   | 5        | 2      | Ian Ho                  | Hong Kong         | 24"06 |      |
| 12   | 4        | 6      | Kim Ji-hun              | Corea del Sud     | 24"12 |      |
| 13   | 3        | 6      | Jarod Hatch             | Filippine         | 24"31 |      |
| 14   | 3        | 7      | Bryan Leong             | Malaysia          | 24"46 |      |
| 15   | 1        | 8      | Nguyen Hoang Khang      | Vietnam           | 24"49 |      |
| 16   | 4        | 7      | Ng Cheuk Yin            | Template:FlagIOC2 | 24"50 |      |
| 17   | 3        | 2      | Joe Kurniawan           | Indonesia         | 24"52 |      |
| 18   | 5        | 8      | Matthew Abeysinghe      | Sri Lanka         | 24"58 |      |
| 19   | 5        | 7      | Vindhawai Khade         | India             | 24"67 |      |
| 19   | 4        | 2      | Mehrshad Afghari        | Iran              | 24"67 |      |
| 21   | 5        | 1      | Navaphat Wongcharoen    | Thailandia        | 24"71 |      |
| 22   | 3        | 1      | Dimuth Peiris           | Sri Lanka         | 24"91 |      |
| 23   | 4        | 1      | Supha Sangaworawong     | Thailandia        | 25"17 |      |
| 24   | 4        | 8      | Tameem Elhamayda        | Qatar             | 25"58 |      |
| 25   | 3        | 8      | Al Kulaibi Arym         | Oman              | 25"95 |      |
| 26   | 2        | 3      | Lam Chi Chong           | Macao             | 26"01 |      |
| 27   | 2        | 4      | Musa Zhalayev           | Turkmenistan      | 26"11 |      |
| 28   | 1        | 2      | Mahmoud Abugharbia      | Palestina         | 26"34 |      |
| 29   | 2        | 5      | Abdulla Alkhaldi        | Qatar             | 26"55 |      |
| 30   | 3        | 3      | Arslan Gaýypnazarow     | Turkmenistan      | 26"71 |      |
| 31   | 2        | 6      | Sodovjamts Sodmandakh   | Mongolia          | 26"81 |      |
| 32   | 2        | 2      | Muhammad Ahmed Durrani  | Pakistan          | 27"10 |      |
| 33   | 2        | 8      | Mohamed Shiham          | Maldive           | 27"67 |      |
| 34   | 1        | 5      | Saddam Ramziyorzoda     | Tagikistan        | 28"16 |      |
| 35   | 1        | 3      | Fahim Anwari            | Afghanistan       | 28"45 |      |
| 36   | 2        | 1      | Azhar Abbas             | Pakistan          | 28"61 |      |
| 37   | 1        | 7      | Phoumbandith Keopaseuth | Laos              | 29"11 |      |
| 38   | 1        | 6      | Ahmed Neeq Niyaz        | Maldive           | 29"12 |      |
| 39   | 1        | 1      | Slava Sihanouvong       | Laos              | 29"93 |      |
| 40   | 1        | 4      | Olimjon Ishanov         | Tagikistan        | 30"05 |      |

### Finale
| Pos. | Corsia | Atleta           | Nazionalità   | Tempo | Note |
| ---- | ------ | ---------------- | ------------- | ----- | ---- |
|      | 4      | Baek In-chul     | Corea del Sud | 23"29 |      |
|      | 5      | Teong Tzen Wei   | Singapore     | 23"34 |      |
|      | 2      | Adilbek Mussin   | Kazakistan    | 23"44 |      |
| 4    | 3      | Wang Changhao    | Cina          | 23"46 |      |
| 5    | 1      | Takeshi Kawamoto | Giappone      | 23"54 |      |
| 6    | 8      | Eldorbek Usmonov | Uzbekistan    | 23"56 |      |
| 7    | 7      | Mikkel Lee       | Singapore     | 23"60 |      |
| 8    | 6      | Chen Juner       | Cina          | 23"71 |      |